# Helsingør Skibsværft og Maskinbyggeri
Helsingør Skibsværft og Maskinbyggeri var ett skeppsvarv i Helsingør i Danmark som var i drift från 1882 till 1983.
När Öresundstullen upphörde år 1857 miste Helsingør en stor del av sina inkomster och man undersökte olika möjligheter att förbättra ekonomin.
Den 29 november 1881 fick Mads Holm och skeppsbyggmästare Vilhelm Dyhr koncession på byggande och drift av ett skeppsvarv i Helsingør. Koncessionen överlät de till det nystiftade bolaget Helsingørs Jernskibs- og Maskinbyggeri. Dyhr utsågs till direktör för bolaget  och den 1 mars 1882 fick de tillgång till en tomt och kunde börja byggnationen. Tre byggnader restes på rekordtid och en torrdocka beställdes från Dunker & Östrand i Helsingborg. Inflyttningen skedde i september samma år och den 
19 oktober 1882 fick varvet sin första order. Mads Holm tillträdde som direktör för varvet år 1887 och var kvar på posten till sin död år 1892.
För att underlätta reparationer av fartygen övertog varvet en slip från ett varv från 1861 och år 1897 byggde man en ny torrdocka.
Till stor förtret för danska rederier lyckades ett dotterföretag till konkurrerande B&W att överta aktiemajoriteten i varvet i Helsingør år 1913. Av konkurrensskäl överlät de aktierna till DFDS som tre år senare  övertog samtliga aktier.
Varvet var delägare i Dansk Dieselmotorkompagni som konkurrerade med B&W, men efter ägarbytet började man att installera och senare även licensbygga B&Ws dieselmotorer. Passagerarfartyget Kronprins Olav, som byggdes 1936, var det första fartyget som försågs med en egenproducerad motor.
År 1923 byggde man om tre mindre slipar till två större och mer moderna slipar. Den största, som var 133 meter lång förlängdes med ytterligare 16 meter år 1953. Den äldsta torrdockan skrotades och ersattes av en ny 150 meter lång torrdocka.
Från 1945 var varvet partner och från 1958 till 1971 aktieägare i 
Aarhus Flydedok. År 1946 bytte varvet namn till  Helsingør Skibsværft & Maskinbyggeri A/S och år 1973 till Helsingør Værft A/S.
Den ökande konkurrensen från utlandet gjorde att varvet ändrade strategi och började bygga specialfartyg till kunder från Kuba och Mellanöstern. Kubanerna hade svårt att betala men de irakiska och saudiarabiska kunderna betalade kontant och fick rabatt med upp till 25 procent på priset.
Det sista fartyget som byggdes vid varvet var Prince Abdulaziz. Tillverkningen gick med förlust men varvet överlevde några år som reparationsvarv tills det stängde helt år 1988.

## Eftermäle
En del av varvets gamla byggnader har byggts om till kulturhus 
teaterscen, bibliotek, museum, restaurang och konferensrum. Kulturværftet invigdes den 10 oktober 2010. I portbyggnaden inryms Helsingør Værftsmuseum.
och tre år senare öppnade Museet for Søfart i en ny byggnad i en av varvets gamla torrdockor.
Hösten 2023 påbörjades renoveringen av de övriga byggnaderna, men det är oklart vad de skall användas till.

## Fartyg byggda vid varvet (urval)
Totalt har omkring 415 fartyg byggt vid varvet. Nedanstående lista upptar bara fartyg som har en artikel på svenska Wikipedia.
- 1891: S/S Kronprinsesse Louise
- 1930: S/S Otto Petersen
- 1935: Tranan
- 1971: M/S Sea Wind
- 1980: M/F Dronning Ingrid
- 1981: Basrah Breeze
- 1984: Prince Abdulaziz